# Histoire de la culture du tabac

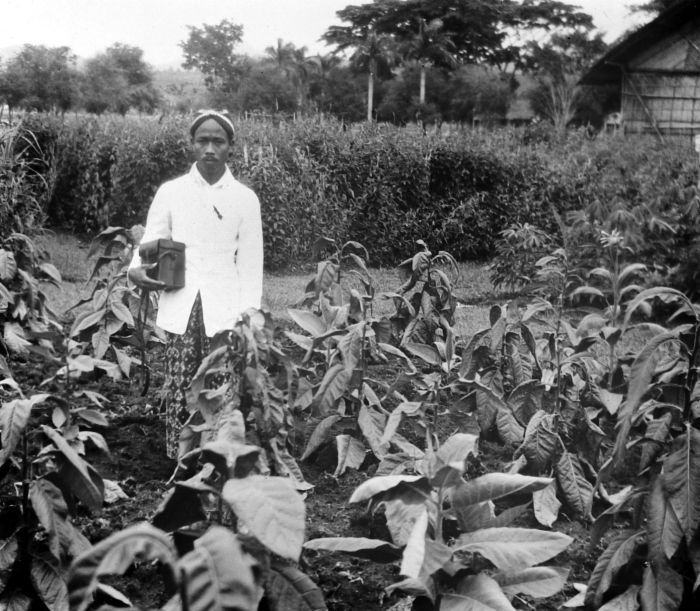
Une plantation de tabac dans la colonie des Indes orientales néerlandaises (actuelle Indonésie).

L'histoire de la culture du tabac commence avec l'exploitation agricole du tabac par les Européens, après leur découverte et conquête de l'Amérique. À cette occasion, les colons découvrent cette plante, utilisée traditionnellement par les autochtones.
Devenue une véritable industrie, la culture du tabac joue un rôle important dans la mise en place du commerce triangulaire et dans la montée en puissance de la colonie américaine de Virginie.

## Une soixantaine d'espèces naturelles, du Brésil au Canada
À l'état sauvage, il existe une soixantaine d'espèces de tabac appartenant au genre Nicotiana (famille des Solanacées), dont le taux de nicotine varie de moins de 1 % à 10 %. Mais le tabac cultivé est à 90 % de l'espèce Nicotiana tabacum, le reste étant de l'espèce Nicotiana rustica.
L'usage local remonterait à trois milliers d'années, mais l'archéologie semble attester que ce sont les Mayas, qui, voyageant au Ve siècle, emportent le tabac avec eux. Son usage s’étend vers l’Amérique du Sud – on le fume roulé dans des feuilles de maïs ou de palmier – et vers le Nord, jusque dans la région du Mississippi, où les indigènes fabriquent des pipes en argile, en marbre ou avec des pinces de crabes. Au début du XVIe siècle, on trouve du tabac du sud du Brésil jusqu’au Canada. Il est intégré aux mythes de beaucoup de sociétés indiennes. Le tabac a aussi des fonctions agricoles : il sert d’insecticide et d’engrais. Séché, imputrescible, il sert de monnaie d'échange, comme les noix de cacao.

## Les Indiens des Caraïbes fument des «pétards», les Aztèques savent le cultiver
Le 12 octobre 1492, Christophe Colomb et ses équipages accostent aux Bahamas, puis croisent une embarcation conduite par un indigène transportant des feuilles séchées, lesquelles avaient été offertes aux Espagnols quelques jours plus tôt lorsqu'ils débarquèrent sur l'île de San Salvador (Guanahani) : c'est le premier contact attesté entre l'Occident et ce qui sera appelé beaucoup plus tard le « tabac ». Le 28 octobre, ils abordent à Cuba, Colomb écrit : « Je rencontrai beaucoup de gens qui se rendaient à leurs villages, femmes et hommes, avec à la main un tison d’herbes pour prendre leurs fumigations ainsi qu’ils en ont coutume ». Bartolomé de las Casas commente plus tard ce passage en précisant que ces tisons « sont des herbes sèches enveloppées dans une certaine feuille, sèche aussi, en forme de ces pétards en papier (a manera de mosquete hecho de papel) que font les garçons à la Pentecôte. Allumés par un bout, par l’autre ils le sucent ou l’aspirent ou reçoivent avec leur respiration, vers l’intérieur, cette fumée dont ils s’endorment la chair et s’enivrent presque. Ainsi, ils disent qu’ils ne sentent pas la fatigue. Ces pétards, ou n’importe comment que nous les appelions, ils les nomment « tabacs » (tabacos). J’ai connu des Espagnols dans l’île Espagnole qui s’étaient accoutumés à en prendre et qui, après que je les en ai réprimandés, leur disant que c’était un vice, me répondaient qu’il n’était pas en leur pouvoir de cesser d’en prendre. Je ne sais quelle saveur ou quel goût ils y trouvent ».
Les indiens fumaient le tabac essentiellement sous la forme d’un tube de feuilles roulées, ou en le faisant brûler dans des pipes. Rodrigo de Jerez et Luis de Torres, lieutenants de Christophe Colomb, rapportent avoir vu les indigènes inhaler la fumée par les narines à l’aide d’un bâton creux taillé en Y, appelé tobago ou tobaca. Ailleurs, ils chiquaient en mélangeant du tabac à de la chaux, du citron vert ou d’autres substances et en le mâchonnant longuement.
Christophe Colomb le rapporte à la Cour espagnole et portugaise, où il est pendant longtemps utilisé comme simple plante d'ornement. Au milieu du XVIe siècle, le médecin personnel de Philippe II d'Espagne commence à le promouvoir comme « médicament universel ». La première description écrite serait le fait de l'historien espagnol d'Oviedo. Les Espagnols s’inspirent du nom donné au petun par les habitants de Tabasco, dans la province du Yucatán, au Mexique.
Introduit en Italie par le cardinal de Sainte-Croix, nonce en Portugal, et Nicolas Tornabon, légat en France, il prend le nom d'« herbe de Sainte-Croix », qu'il quitte pour prendre ceux d'« herbe sainte », de « saine-sainte » ou sacrée, à cause de ses vertus jugées miraculeuses.

## André Thévet et Jean Nicot le font connaître en France

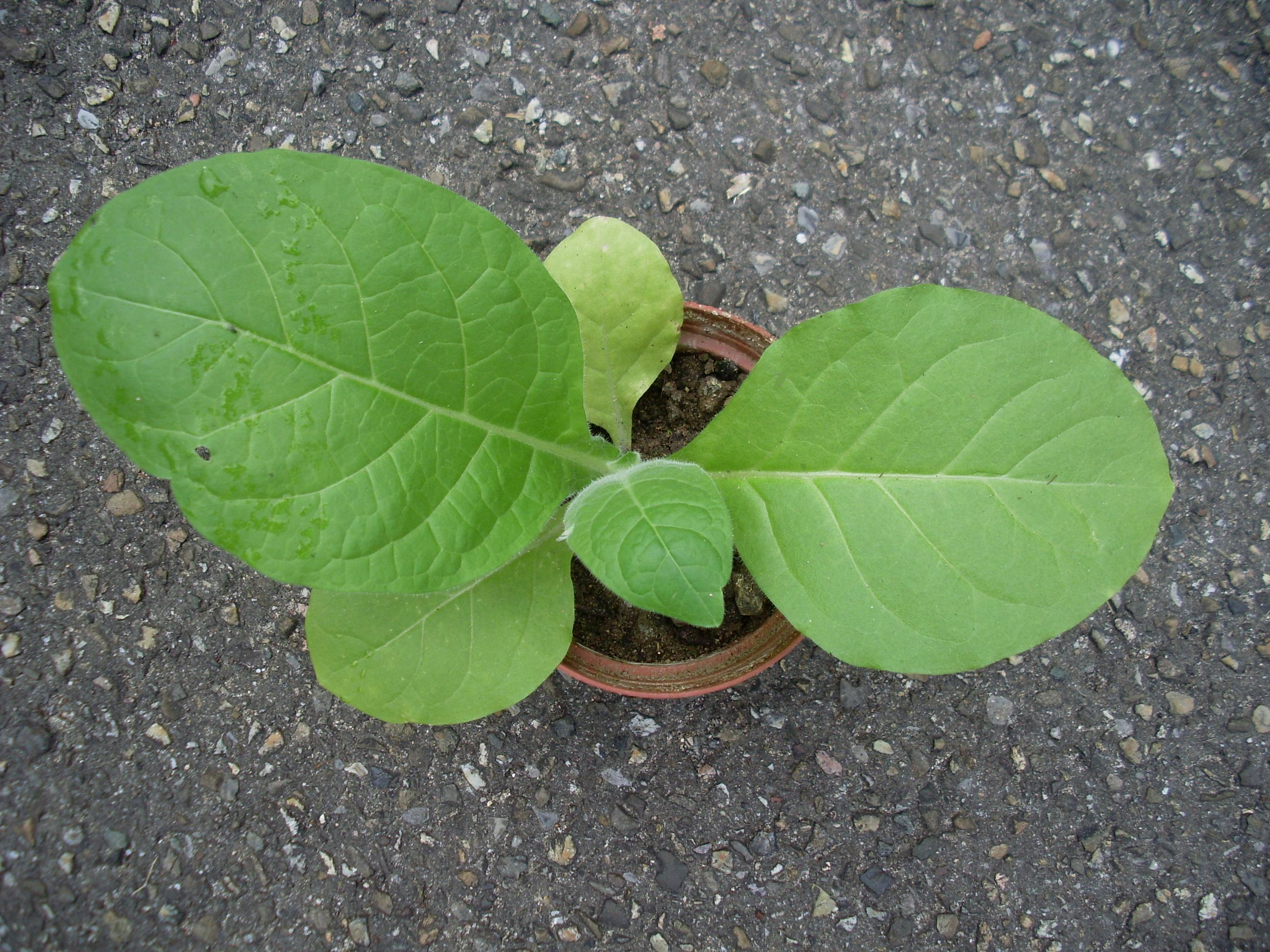
Jeune plante de tabac.

En 1556, le moine cordelier, André Thevet qui revient du Brésil le cultive dans les environs de sa ville natale d'Angoulême. On l'appelle alors « herbe angoulmoisine » ou « herbe pétun ». En 1560, l'ambassadeur de François II au Portugal, Jean Nicot, se fondant sur l'effet curatif du tabac des rituels indiens, envoie de la poudre à la reine Catherine de Médicis afin de traiter les terribles migraines de son fils François II. Le traitement a du succès et le tabac devient ainsi « l'herbe à la Reine ». Sa vente sous forme de poudre est réservée aux apothicaires. Pour honorer Jean Nicot, le duc de Guise proposa d'appeler cette herbe nicotiane. Cette proposition fut retenue par le botaniste Jacques Daléchamps, terminologie reprise ensuite par Linné. La plante reçut de très nombreux noms parmi lesquels on peut citer « nicotiane », « médicée », « catherinaire », « herbe de Monsieur Le Prieur », « herbe sainte », « herbe à tous les maux », « panacée antarctique » et finalement « herbe à ambassadeur ».
C'est à la fin du XVIe siècle qu'apparaît le mot « tabac » : la première illustration botanique en est donnée par Nicolas Monardes en 1571. En 1575, André Thevet donne un « pourtrait de l'herbe Petum ou Angoulmoisine » dans sa Cosmographie universelle (t. II, livre XXI, chap VIII). À la même époque, est publié un des premiers traités sur le tabac, vu alors comme une plante médicinale : L'Instruction sur l'herbe petum (1572) par Jacques Gohory.

## Propagation rapide en Europe et en Asie
La culture est introduite en 1580 en Turquie et en Russie, en 1590 en Inde et au Japon, en 1600 en Grèce, aux Philippines et en Indochine. Dès le milieu du XVIIe siècle, le tabac est cultivé sur pratiquement toute la planète.
L'introduction de cette plante en Alsace, où elle a du succès, est due à un négociant nommé Robert Kœnigsmann, qui rapporta la graine d'Angleterre, et en fit les premiers essais près de Strasbourg en 1620. Sa diffusion est freinée par la guerre de Trente Ans, mais la culture du tabac se répand et réussit surtout dans la partie méridionale du département du Haut-Rhin. En 1787, Strasbourg compte 53 fabriques et l’Alsace produit 2 700 tonnes. En Suisse, c'est vers 1680 qu'apparaissent les premiers champs de tabac dans la région bâloise et un peu plus tard au Tessin.
En 1650, un incendie ayant consumé une partie des maisons de Moscou, presque toutes construites en bois, et qui est occasionné par l'imprudence d'un fumeur, engagea le tsar Michel Fédérowilz à le proscrire. Les fumeurs furent condamnés à la bastonnade, plusieurs eurent le nez coupé. Quelques années plus tard, son petit-fils, Pierre le Grand, permit la vente du tabac dans ce pays au marquis de Carmathen et à plusieurs négociants anglais, moyennant la somme de 75 000 livres sterling. Dès son retour, le patriarche le proscrit comme objet de commerce. Le clergé russe déclare hérétique quiconque oserait s'en servir.

## La Barbade anglaise à l'origine de la première crise de surproduction en 1635
Dans la colonie antillaise de la Barbade, aux Antilles, les Irlandais sont 4 000 dès 1631, puis 6 000 en 1636 et 37 000 en 1642, soit une émigration antérieure à la guerre civile anglaise et à Oliver Cromwell. Bon nombre d'entre eux sont des engagés volontaires venus cultiver le tabac sur de petites et moyennes propriétés. Cet afflux cause une crise de surproduction mondiale du tabac dès la fin des années 1630, amenant les plus riches à défricher la partie la plus occidentale de la Barbade pour y planter du sucre.
Vers 1636, le cours du tabac chute alors que celui du sucre s'envole. L'Europe du Nord s'ouvre à la consommation de sucre car les négociants hollandais, qui ont envahi le Pernambouc entre 1630 et 1635, profitant de leur domination maritime, le diffusent. C'est l'époque où le gouverneur de la Barbade autorise la traite négrière. La canne à sucre est introduite dans l'île en 1636-1637. 
Côté tabac, la surproduction de tabac devient telle que le 26 mai 1639, les gouverneurs de Saint-Christophe-et-Niévès, Philippe de Longvilliers de Poincy et le capitaine Thomas Warner, signent un décret ordonnant la destruction de tous les plants de tabac, et interdisant d'en planter de nouveaux pendant 18 mois car le marché européen du tabac est submergé et les prix ne sont plus assez rémunérateurs. Plusieurs anglais fuient la Barbade cette année-là, sous la direction de Robert Flood, pour rejoindre l'île de la Tortue. Ils y restent, faisant venir des amis, quand le Français François Levasseur devient gouverneur en 1640.

## Richelieu le taxe, le pape l’interdit mais Colbert l’encourage
Le cardinal de Richelieu instaure une taxe sur la vente de tabac en 1621, aux tout début de la colonisation des Antilles.  Cette décision entraîne, 7 ans plus tard, de premières plantations en France, à Clairac (Lot-et-Garonne).
Le pape Urbain VIII en 1642 en interdit sa consommation sous peine d’excommunier ses utilisateurs, en termes catégoriques : « Interdisons et défendons à tous en général et à chacun en particulier, aux personnes de tout sexe, aux séculiers, aux ecclésiastiques, à tous les ordres religieux, à tous ceux faisant partie d'une institution religieuse quelconque, de prendre dans la suite sous les portiques et dans l'intérieur des églises du tabac, soit en le mâchant, en le fumant dans des pipes, ou en le prenant en poudre par le nez ; enfin, de n'en user de quelque manière que ce soit. Si quelqu'un contrevient à ces dispositions, qu'il soit excommunié. »
Dans les années 1660, Colbert fait de sa production et de son commerce un monopole royal. À l'époque, la production nationale est la plus développée d'Europe, avec des plantations dans l'Est, le Sud-Ouest, ainsi que dans les 4 colonies des Antilles les plus peuplées : Saint-Christophe, Martinique, Guadeloupe et Saint-Domingue.

## Des petites propriétés à Cuba à la fin duXVIIesiècleavant l'ère du sucre

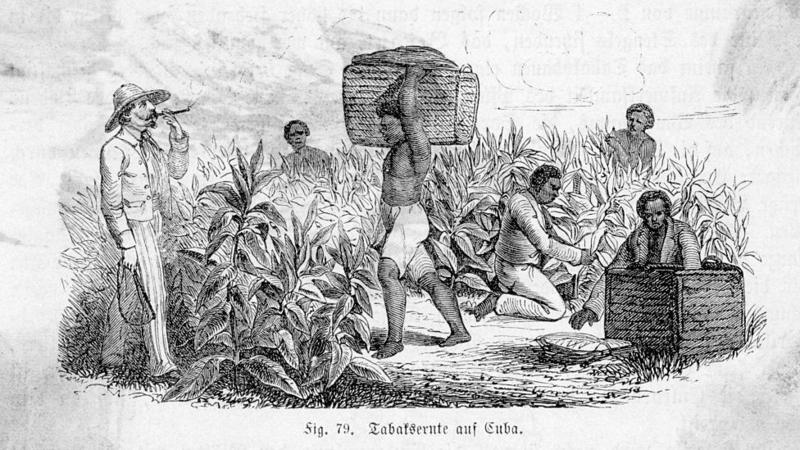
Esclaves dans une plantation de tabac à Cuba, illustration de 1867.

À Cuba, à l'ère des grands domaines d'élevage extensif (Latifundios ganaderos) succède, dès la fin du XVIIe siècle, et non sans conflit, l'ère des petits domaines (vegas) consacrés à la culture du tabac. Elle part de la région de La Havane et se généralise dans toute l’île, mais en 1761, le système de la factoria, qui régit les prix et livraisons casse le cycle du tabac.
En Espagne, la consommation de tabac de Cuba, qui, en 1717 s'élevait à 5 millions de livres de tabac de Cuba, représentait deux fois moins en 1842, le chiffre de 2,55 millions de livres. Cette culture a décru très rapidement, mais fut remplacée par le sucre vers 1809 avec l'arrivée ou le passage des réfugiés français de Saint-Domingue en Amérique, dont une partie ont développé la culture du sucre.

## Saint-Domingue et les boucaniers

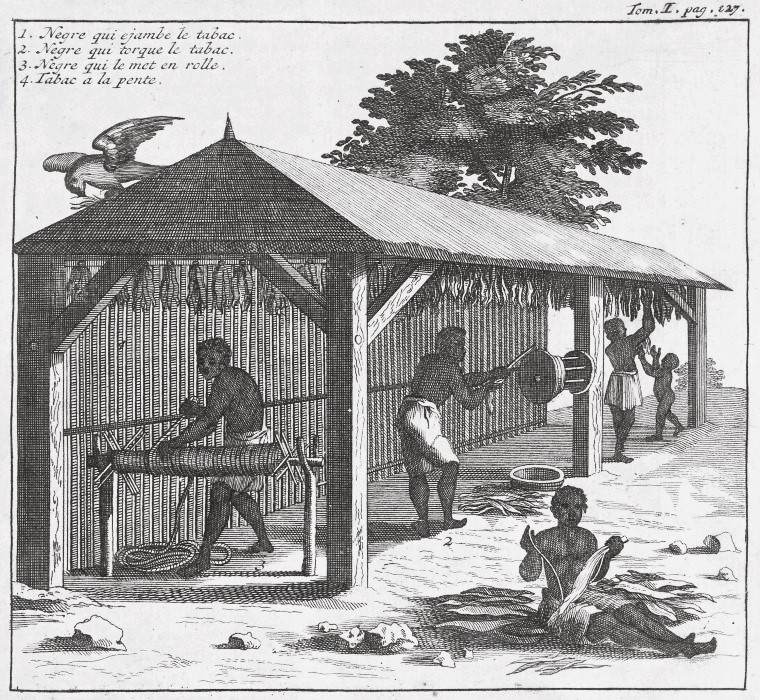
Fabrique du tabac par les esclaves, 1724.

Dans les colonies françaises, la Compagnie française des Indes occidentales est dissoute pour avoir tardé à pousser au remplacement du tabac par le sucre. Le tabac fait vivre des milliers de petits planteurs, qui participent aux campagnes des flibustiers dans la région. En Martinique et en Guadeloupe, la culture du tabac était d'abord dominante, mais elle laisse place ensuite, beaucoup plus progressivement qu'à la Barbade, à celle du sucre, tandis qu'à Saint-Domingue, le tabac fait de la résistance jusqu'en 1700.
La culture du tabac s'était généralisée, avec ou sans les Indiens, sur de petites plantations, telles que beaucoup la pratiquaient sur d'autres îles avant d'être chassés par la spéculation immobilière causée par l'arrivée des grandes plantations sucrières.

## Création d'un monopole français en 1674 dopant la contrebande
Les années 1660, sont celles de la restauration anglaise. Le roi Jacques Ier le bannit de la Cour d'Angleterre, en parlant de « cette habitude dégoûtante à la vue, repoussante pour l'odorat, dangereuse pour le cerveau, malfaisante pour la poitrine qui répand autour du fumeur des exhalaisons aussi infectes que si elles sortaient des antres infernaux ». Il écrivit un traité contre son usage, et l'intitula savamment Misocapnos, ou haine à la fumée.
À la demande de Louis XIV, Colbert établit un « Privilège de fabrication et de vente » en 1674, l'année de la création de la Compagnie du Sénégal. Les premières Manufactures des tabacs sont fondées à Morlaix, Dieppe et Paris. Le privilège est d'abord concédé, par la ferme du tabac de novembre 1674, à des particuliers dont le premier est Madame de Maintenon qui le revend ensuite à un consortium de financiers parmi lesquels on trouve Antoine Crozat.

Le tabac fut alors affermé avec le droit sur l'étain pour six ans, à Jean Breton, les 2 premières années pour 500 000 livres, et les 4 dernières pour 200 000 livres de plus. En 1680, le roi, en dépit de mémoires recommandant le libre commerce, prolonge la ferme, et prend 600 000 livres de commission.

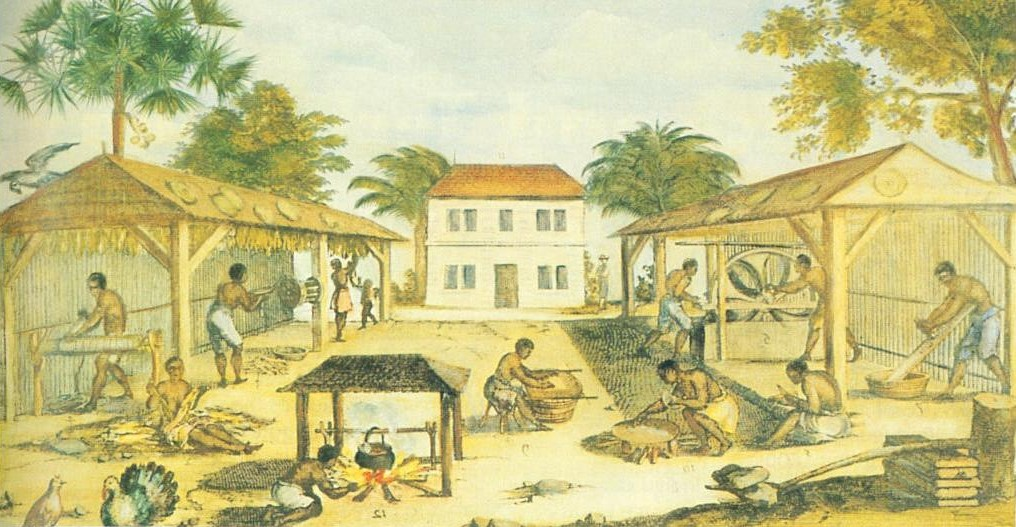
Esclaves travaillant dans un atelier de production de tabac, Virginie, 1670.

La culture du tabac devient un monopole. La recherche d'un bénéfice rapide dicte un faible prix d'achat aux planteurs, à une époque où les rois souhaitent remplacer la culture du tabac aux Antilles par celle du sucre, plus rentable, comme à la Barbade britannique. Plus que le monopole, c'est la stratégie de prix de vente et d'achats qui modifie alors en profondeur la production mondiale de tabac. La contrebande se développe sur les côtes, en particulier sur l'île de Noirmoutier, où les stocks sont ensuite écoulés sur le continent au moyen de petites embarcations appelées les chattes,. Pour acheter le tabac des Antilles françaises, puis celui de Virginie, moins cher, auquel les consommateurs prennent goût, le nouveau monopole doit s'installer dans les ports d'Amsterdam et Liverpool.
La culture du pétun revêtait un caractère familial. Au moyen de nombreuses petites places à tabac, la colonie s'assurait un peuplement assez nombreux pour se défendre. La fuite d'une partie de cette population vers la flibuste ou les colonies étrangères, telles la Jamaïque ou Curassol, enrichit ceux qui restent. Un autre cycle s'ouvre, celui de l'indigo, assuré par des officiers du roi (gouverneur en tête), des petits bourgeois, des flibustiers enrichis, promus officiers de milice, qui détiennent pouvoir, fortune, relations en France. Ils réunissent les terres au détriment des petits colons, acculés à rejoindre dans la fuite ceux qui sont déjà partis, ou aller vivre dans la forêt.
Dans son mémoire à Seignelay (qui meurt le 3 novembre 1690), ministre de la Marine, Charles Plumier, botaniste et voyageur-naturaliste, en visite à Saint-Domingue, décide d'intercéder pour obtenir des mesures d'urgences : supprimer le Parti du tabac et rendre à nouveau les habitants libres d'en entreprendre la culture et la vente.
La ferme du tabac sera cédée en 1728 à la compagnie des Indes, qui la régit jusqu'en 1731, puis la rend aux fermiers généraux, qui la gardèrent jusqu'en 1747. Louis XV la réunit à ses droits royaux et elle devint une des branches les plus importantes de son revenu.

## La production prend son essor en Virginie et Maryland, malgré un coup de frein au début duXVIIIesiècle

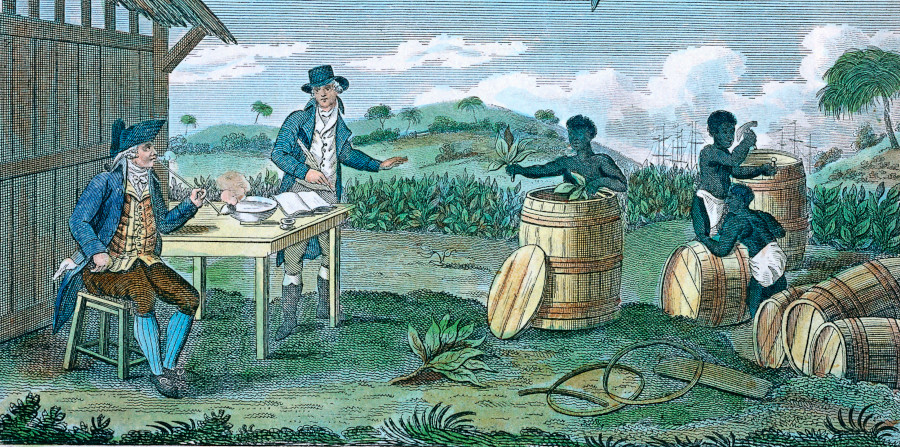
Esclaves dans une plantation de tabac aux États-Unis, 1821.

Les planteurs de Virginie, menés par William Berkeley, gouverneur et propriétaire de la Green Spring plantation, la plus importante d'Amérique du Nord achètent les esclaves de la Compagnie royale d'Afrique, créée en 1672. L'époque des plantations géantes dont celle emblématique de George Washington commence. L'histoire de la Virginie la voit devenir le premier producteur mondial. En trente ans, les importations françaises triplent, passant de 20 % à 70 % de la consommation intérieure. La Virginie, pour qui la France devient le premier marché (hormis l'entrepôt de négoce d'Amsterdam), en représente à elle seule 60 %.

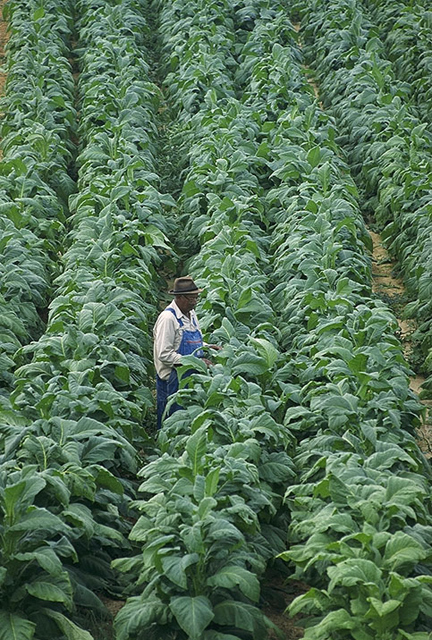
Champ de tabac en Virginie.

Cette politique subit un coup d'arrêt à la fin du siècle lorsque les taxes sur l'exportation du tabac anglais augmentent de 150 %. En 70 ans, ces taxes vont quadrupler. Dans un premier temps, elles ne gênent pas la position dominante acquise sur le marché. Ensuite, elles pénalisent la Virginie à partir des années 1760 et contribuent à l'implication dans la guerre d'indépendance américaine des magnats du tabac, comme George Washington et ses 350 esclaves de Mount Vernon, Lord Granville, petit-fils de George de Carteret, qui possède le tiers des terres de Caroline du Nord, selon Fernand Braudel (Civilisation matérielle, économie et capitalisme, page 507), George Mason, Thomas Fairfax, petit-fils de Thomas Culpeper II, qui possède 6 millions d'acres, ou Thomas Jefferson et sa plantation de Monticello.
Au milieu du XVIIIe siècle, la Virginie contrôle l'essentiel du marché mondial. L'autre grand producteur est la colonie voisine du Maryland, dans la Baie du Chesapeake, également soutenue dès le XVIIe siècle par la dynastie Stuart. Les exportations annuelles du tabac, pendant la décennie 1699 à 1709, s'élevèrent à 28,8 millions de livres, soit environ 3 millions par an. La moitié est consommée en Angleterre, et l'autre dans le reste de l'Europe. Ensuite, de 1741 à 1747, c’est 40 millions de livres (soit 5,5 millions par an, deux fois plus), dont seulement 7 millions de livres pour la Grande-Bretagne, et 33 millions  pour les autres pays de l'Europe.
En  1758, la Virginie bat un record absolu, en exportant à elle seule, dans l'année, pour 70 millions de sterling de tabac. De 1763 à 1770, la moyenne annuelle revient à 67 millions de sterling. Soixante ans plus tard, malgré l'augmentation de la demande, de 1815 à 1835, l’ensemble des régions d’Amérique du Nord n'exportent en moyenne 82,7 millions de sterling.
La spéculation foncière amène ensuite à planter du tabac plus à l'ouest, là où la terre est meilleur marché, dans le Tennessee ou dans la région dite du Bourbon county, dans l'ex-Louisiane, passées sous contrôle des Espagnols et au cœur du scandale de Yazoo Land. La partie la plus intéressante est le Nachez District, à partir duquel des terres fertiles surplombent un peu le Mississippi, ce qui les place à l'abri des inondations. Mais très vite les premiers planteurs sont incités à passer du tabac au coton, car la révolution industrielle lancée par les premiers entrepreneurs du coton britannique a fait exploser la demande et bouleversé l'histoire de la culture du coton.

## Prohibition sur l’essentiel du territoire français entre 1719 et 1791
La culture du tabac est prohibée dès 1719 dans toute la France, avec des condamnations qui peuvent aller jusqu'à la peine de mort, car elle est réservée à la Compagnie des Indes occidentales. Exceptions : la Franche-Comté, la Flandre et l'Alsace. Elle le restera jusqu'en 1791. À la fin du XVIIIe siècle, la production des manufactures approvisionnées par le tabac des colonies atteignait 7 000 tonnes par an. En 1784, le produit financier monta à 42 millions de livres.

## Monopole de l'État sur le tabac, de 1811 à 1960

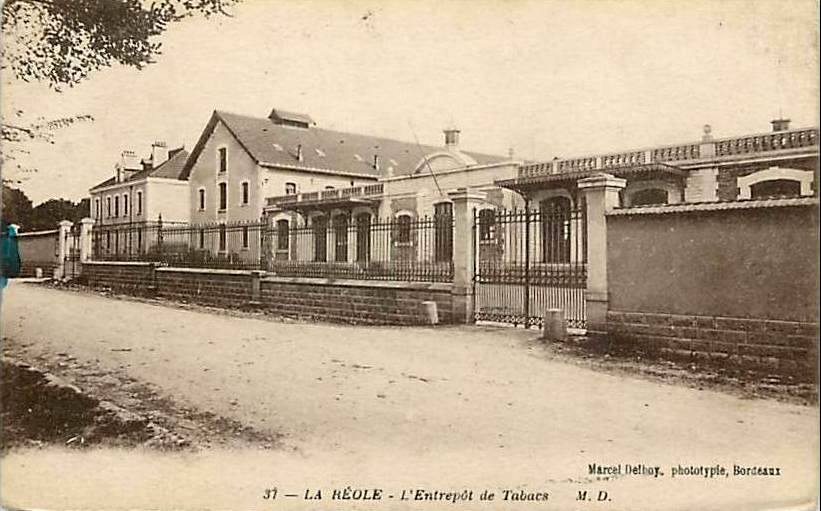
La Réole, l'Entrepôt de Tabacs, vers 1900-1920.

La culture, la fabrication et la vente furent libéralisées par l'Assemblée nationale en 1791 mais, en 1811, Napoléon rétablit un monopole d'État sur le tabac. La loi du 28 avril 1816 attribue exclusivement à l’État l'achat, la fabrication et la vente du tabac dans toute l'étendue du royaume. Cette année-là, seuls huit départements sont autorisés à cultiver du tabac : Nord, Pas-de-Calais, Bas-Rhin, Ille-et-Vilaine, Lot, Lot-et-Garonne, Bouches-du-Rhône et Var. Puis à partir de 1854, la Gironde et la Dordogne peuvent le cultiver.

## AuXIXesiècle, les effets nocifs mieux identifiés, mais la cigarette séduit après 1842
En 1809, Louis-Nicolas Vauquelin, professeur de chimie de l'École de Médecine de Paris, isole un principe actif azoté des feuilles de tabac. La nicotine, quant à elle, sera identifiée quelques années plus tard. De 1811 à 1820, la consommation moyenne, par habitant est de 400 grammes par an puis descend à 390 grammes de 1821 à 1825 et 350 grammes entre 1826 et 1830 et 301 grammes de 1831 à 1835, avant de rebondir à 470 grammes entre 1836 et 1840.
Il faut dire que dès 1821, le Dictionnaire des sciences médicales demandait de limiter fortement l'usage du tabac, en évoquant « le nombre des végétaux dont les qualités, dangereuses à cause de leur trop grande activité et de leur action en quelque sorte corrosive sur les tissus, doit rendre l'emploi fort rare ».
La consommation sous forme de cigarette est introduite très progressivement en France vers 1825. L'usage du cigare se répandit puis celui de la cigarette à partir de 1842. La consommation continua de s'accroître atteignant 24 000 tonnes en 1870, dont seulement 17 millions de cigarettes.

## La consommation française décuple entre 1926 et 1991
En 1926, c’est 10 milliards de cigarettes vendues par an dans l’hexagone. Le Service d'Exploitation Industrielle des Tabacs, devenu la SEITA en 1935 en absorbant la régie des allumettes, récupère le monopole. Douze ans plus tard, nouveau doublement de la consommation avec en 1938, 20 milliards de cigarettes vendues en France mais seulement 19 milliards en 1940.
En 1944, les GI américains venus libérer l’Europe apportent avec eux leurs cigarettes blondes. Le  tabac blond et les marques américaines permettent à la consommation de tabac de s’étendre aux femmes et à toutes les classes de la société. La cigarette filtre inventée vers 1930 n’apparaît qu’en 1950, une fois prouvée la toxicité du tabac.
Le seuil de 30 milliards est franchi dans les années 1950. La consommation double encore entre les années 1950 et 70 pour atteindre son record à près de 100 milliards d'unités en 1991. La consommation française a décuplé en 65 ans. La consommation annuelle de tabac est passée de 810 g par tête en 1888 à 2 kg en 1995.
Privatisée en 1995, la SEITA (la SEITA devient la Société nationale d'Exploitation Industrielle des Tabacs et Allumettes en 1980) conserve une part de marché importante. La lente diminution  de la demande (8 % entre 1991 et 1996) observée à la suite de la mise en application de la loi Evin s'est ensuite poursuivie à un rythme plus modéré. En France, environ 7 000 personnes (en équivalent temps plein) vivent de la culture du tabac qui occupe 5 000 hectares pour une production de 12 000 tonnes (en 2012),.